# Personer i Sverige födda i Nigeria
Till personer i Sverige födda i Nigeria räknas personer som är folkbokförda i Sverige och som har sitt ursprung i Nigeria. Enligt Statistiska centralbyrån fanns det 2017 i Sverige sammanlagt cirka 5 400 personer födda i Nigeria.

## Historik
En del nigerianer som flyr till Europa och Sverige (under 2010-talet) flyr till bland annat Libyen i Nordafrika via Niger för att sedan ta gummibåt över Medelhavet till Italien med hjälp av smugglare.

## Historisk utveckling

### Födda i Nigeria
| Personer i Sverige födda i Nigeria 1970–2024 | Personer i Sverige födda i Nigeria 1970–2024 | Personer i Sverige födda i Nigeria 1970–2024 | Personer i Sverige födda i Nigeria 1970–2024 | Personer i Sverige födda i Nigeria 1970–2024 |
| --- | -------------------------------------------- | -------------------------------------------- | -------------------------------------------- | -------------------------------------------- |
| |                                              |                                              |                                              |                                              |
| År |                                              |                                              | Folkmängd                                    |                                              |
| 1970 | 1970                                         |                                              | 198                                          |                                              |
| 1980 | 1980                                         |                                              | 183                                          |                                              |
| 1990 | 1990                                         |                                              | 283                                          |                                              |
| 2000 | 2000                                         |                                              | 701                                          |                                              |
| 2001 | 2001                                         |                                              | 757                                          |                                              |
| 2002 | 2002                                         |                                              | 825                                          |                                              |
| 2003 | 2003                                         |                                              | 932                                          |                                              |
| 2004 | 2004                                         |                                              | 1 106                                        |                                              |
| 2005 | 2005                                         |                                              | 1 444                                        |                                              |
| 2006 | 2006                                         |                                              | 1 791                                        |                                              |
| 2007 | 2007                                         |                                              | 2 000                                        |                                              |
| 2008 | 2008                                         |                                              | 2 276                                        |                                              |
| 2009 | 2009                                         |                                              | 2 639                                        |                                              |
| 2010 | 2010                                         |                                              | 2 997                                        |                                              |
| 2011 | 2011                                         |                                              | 3 300                                        |                                              |
| 2012 | 2012                                         |                                              | 3 565                                        |                                              |
| 2013 | 2013                                         |                                              | 3 951                                        |                                              |
| 2014 | 2014                                         |                                              | 4 357                                        |                                              |
| 2015 | 2015                                         |                                              | 4 669                                        |                                              |
| 2016 | 2016                                         |                                              | 5 027                                        |                                              |
| 2017 | 2017                                         |                                              | 5 408                                        |                                              |
| 2018 | 2018                                         |                                              | 5 945                                        |                                              |
| 2019 | 2019                                         |                                              | 6 467                                        |                                              |
| 2020 | 2020                                         |                                              | 6 913                                        |                                              |
| 2021 | 2021                                         |                                              | 7 570                                        |                                              |
| 2022 | 2022                                         |                                              | 8 272                                        |                                              |
| 2023 | 2023                                         |                                              | 8 740                                        |                                              |
| 2024 | 2024                                         |                                              | 9 217                                        |                                              |
| Anm.: Befolkning den 31 december respektive år förutom år 1970 som avser förhållandet den 1 november och år 1980 som avser förhållandet den 15 september. |                                              |                                              |                                              |                                              |